# 10,4 mm Suíço central
O 10,4 mm Suíço central, é um cartucho de fogo central metálico que utilizava pólvora negra, adotado pelo governo Suíço a partir de 1878.

## Utilização
O 10,4 mm Suíço central, foi usado nos revólveres "Ordonnanzrevolver Modell 1872" e 1878 do Exército Suíço.
O estojo é de latão; e a bala é de chumbo endurecido.

## Dimensões

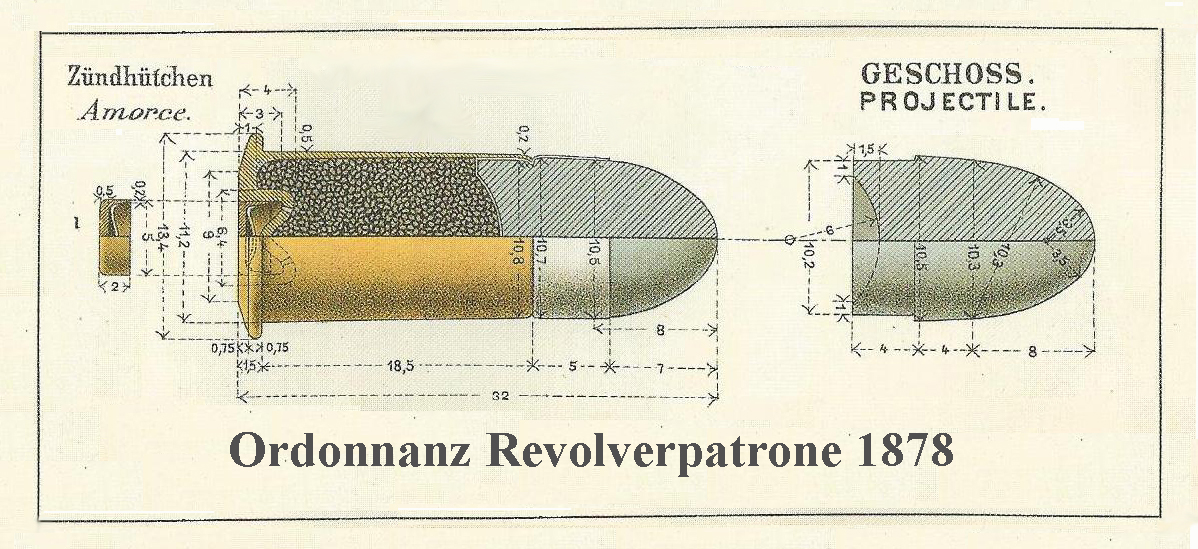